# Giuseppe Stefanini (baloncestista)
Giuseppe Stefanini, (nacido el 5 de mayo de 1923 en Camposampiero, Italia) es un exjugador de baloncesto italiano. Fue medalla de plata con Italia en el Eurobasket de Suiza 1946.

## Trayectoria
- Reyer Venezia
- Pallacanestro Varese (1957-1958)

## Palmarés
- LEGA: 2

Reyer Venezia: 1941-1942, 1942-1943
- Datos: Q3907349
- Multimedia: Giuseppe Stefanini (basketball player) / Q3907349